# Don't waste your time (The Cats)
Don't waste your time is een single van The Cats die werd uitgebracht in 1971.
Het nummer werd geschreven door Piet Veerman die ervoor werd geïnpireerd door Pink Floyd. Op de B-kant van de single staat het nummer It's over now dat werd geschreven door de drummer van The Cats, Theo Klouwer.

## Hitnotering
Don't waste your time stond vijf weken in beide Nederlandse hitlijsten met als hoogste notering nummer 11 in de Top 40 en nummer 9 in de Single Top 100.

### Nederlandse Top 40
| Positie: | 19 | 13 | 11 | 20 | 40 | uit |

### NederlandseDaverende 30
| Positie: | 18 | 12 | 9 | 21 | 27 | uit |